# 1968 în artă
← 1965 în artă — 1966 în artă — 1967 în artă ——  1968 în artă  —— 1969 în artă — 1970 în artă — 1971 în artă →
1968 în artă implică o serie de evenimente:

## Evenimente

### Evenimente artistice oriunde
Fără date precise

## Nașteri

### Ianuarie - iunie
- 1 ianuarie –
- 31 februarie –
- 13 mai –
- 23 iunie –

### Iulie - decembrie
- 3 iunie –
- 16 octombrie –
- 30 noiembrie –

## Decese
- 2 septembrie –
- 29 decembrie –

## Galerie (lucrări din 1968)
- Lucrări reprezentative